# Jean-Marie Le Roux
Jean-Marie Le Roux (Prat, Departamento de Côtes-d'Armor, 4 de abril de 1863 – Rennes, 1949) foi um matemático francês.
Filho de agricultores, Le Roux estudou na Universidade de Rennes, na época Faculté des Sciences in Rennes, sendo a partir de 1882 professor de escola primária em Guingamp, após a Agrégation em 1889 professor ginasial em Brest e a partir de 1896 em Montpellier, sendo a partir de 1898 Maitre de Conferences e a partir de 1902 professor de matemática aplicada em Rennes, onde permaneceu até 1933. Obteve um doutorado em 1894 na Sorbonne, sendo membro de sua banca avaliadora Gaston Darboux, Gabriel Koenigs e Paul Émile Appell, com a tese Sur les intégrales des équations linéaires aux dérivées partielles du second ordre à deux variables indépendantes.
Foi palestrante plenário do Congresso Internacional de Matemáticos em Toronto (1924: Considérations sur une équation aux dérivées partielles de la physique mathématique).
Foi crítico da teoria da relatividade de Albert Einstein, sendo um dos autores de Hundert Autoren gegen Einstein (1931). Em 1923 expressou-se em um artigo de jornal muito depreciativo sobre a teoria da relatividade de Albert Einstein, a quem negou qualquer valor científico.

## Publicações selecionadas
- Sur les intégrales des équations linéaires aux dérivées partielles du second ordre à deux variables indépendantes. Annales scientifiques de l'École Normale Supérieure Sér. 3, 12 (1895), p. 227–316
- Sur l'équation linéaire aux dérivées partielles du premier ordre. Bulletin de la Société Mathématique de France, 25 (1897), p. 63–71
- Extension de la méthode de Laplace aux équations linéaires aux dérivées partielles d'ordre supérieur au second. Bulletin de la Société Mathématique de France, 27 (1899), p. 237–262
- Sur un invariant d'un système de deux triangles et la théorie des intégrales doubles. Bulletin de la Société Mathématique de France, 28 (1900), p. 168–172
- Sur les caractéristiques des systèmes d'équations aux dérivées partielles. Bulletin de la Société Mathématique de France, 36 (1908), p. 129–133
- Étude géométrique de la torsion et de la flexion dans la déformation infinitésimale d'un milieu continu. Annales scientifiques de l'École Normale Supérieure Sér. 3, 28 (1911), p. 523–579
- Recherches sur la géométrie des déformations finies. Annales scientifiques de l'École Normale Supérieure Sér. 3, 30 (1913), p. 193–245
- Sur le problème de Dirichlet. Journal de Mathématiques Pures et Appliquées 10 (1914), p. 189–230.
- Le principe de relativité et la loi de la gravitation. Annales scientifiques de l'École Normale Supérieure Sér. 3, 50 (1933), p. 127–169